# カザン・クレムリン
カザン・クレムリン（タタール語: Казан кирмәне/Qazan kirmäne、ロシア語: Казанский Кремль/Kazan Kremlin）は、ロシア、タタールスタンの首都カザンにある城塞（クレムリ）。カザンカ川とヴォルガ川の合流点付近にある丘の上に建つ。
11世紀初頭にヴォルガ・ブルガール人によって最初に建設された。15世紀、カザンはカザン・ハン国の首都として繁栄したが、1552年、イワン雷帝の侵攻によって破壊された。破壊された城塞の跡に再びクレムリンが築かれ、都市の発展とともに大城郭が形成されていった。2000年、ユネスコの世界遺産に「カザン・クレムリンの歴史的・建築的複合体」として登録された。

## 概要・歴史

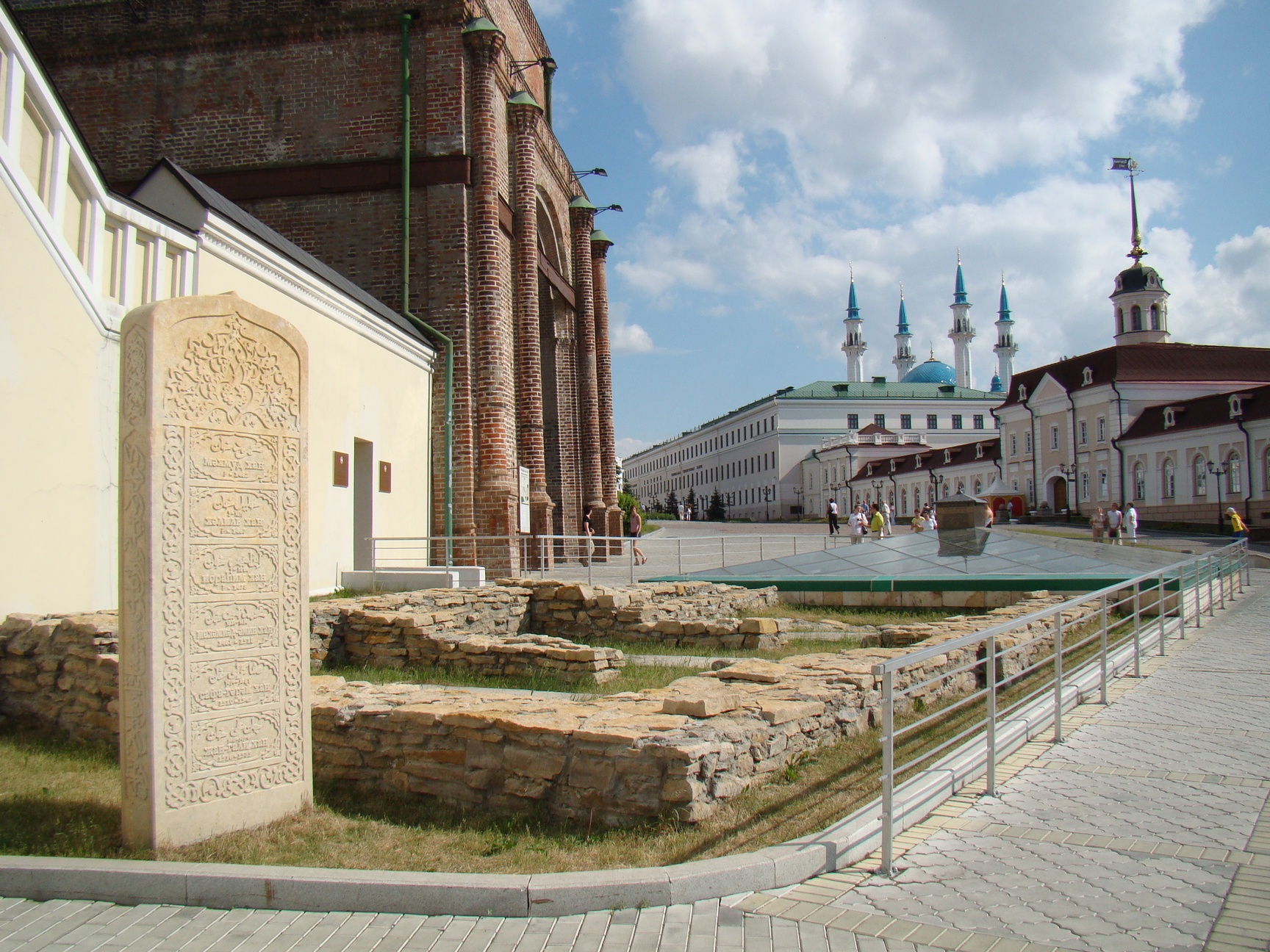
スュユンビケ塔の脇にある、カザン・ハン国時代の遺構

カザンに最初に城塞を建設したのは、テュルク系遊牧民のヴォルガ・ブルガール人である。この時代の城塞は、現在のカザン・クレムリンの北側の高台に建設されていた。15世紀にカザン・ハン国が成立すると宮廷が置かれ、城塞の内部には歴代のカザン・ハーンと王族、廷臣たちの宮殿・邸宅が甍を重ねていた。また、城塞内部には、クル＝シャーリフ・モスク Qolsharif mosqueがあり、ブルガール人の聖なる地となっていた。
1552年、イワン雷帝によるカザン征服により、カザンの市街地は跡形もなく破壊された。城塞もスュユンビケ塔 Söyembikä Towerを除き著しい被害を受け、クル＝シャーリフ・モスクも破壊されている。
ロシアの領有後、プスコフから派遣されたポストニク・ヤコブレフ Postnik Yakovlev、イワン・シリャイの率いる建築職人たちは、新たにもとの城塞跡にクレムリンを造営したが、カザンが東部ヨーロッパ・ロシアの中心地として発展するにしたがってクレムリンは改築を重ね、敷地も南に拡大していった。17世紀になってピョートル大帝による改革が実施されると、カザン・クレムリンは、カザン県（グベルニヤ）知事公邸となり、それにともない、知事公邸の他、皇帝行幸の際使用される行幸御殿、軍司令官官舎、知事執務室、聖務会院（シノド）の支局などが建設された。さらに城壁や塔が建設され、ほぼ現在のカザン・クレムリンの原型が形成されていった。

## 建築

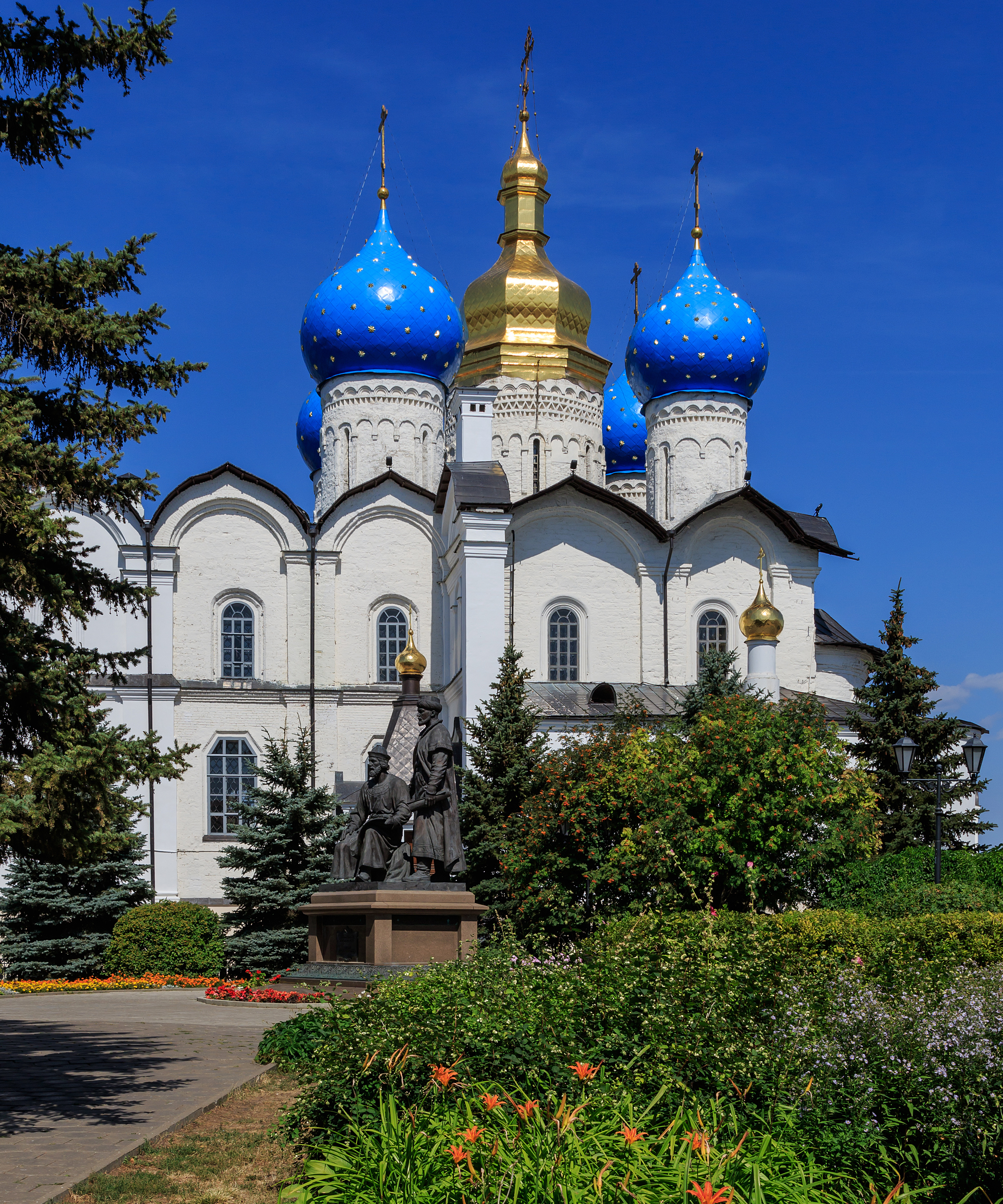
生神女福音大聖堂(ブラゴヴェシェンスキー大聖堂)

### ブラゴヴェシェンスキー大聖堂
現在、カザン・クレムリンの建築中、最古とされるのが1554年から1562年にかけて建設された生神女福音大聖堂（ブラゴヴェシェンスキー大聖堂）である。同大聖堂は6つのピールと5つの張り出しを有する唯一のロシア正教会の16世紀における教会堂である。カザンの多くの建築物に見られるように、建設資材として煉瓦ではなくこの地方特産の砂岩を用いている。ちなみにこの大聖堂の設計者をポストニク・ヤコブレフであるとする説もあるが、推論の域を出ていない。大聖堂の鐘楼は、イワン雷帝の命により5層となった。鐘楼についてもモスクワ・クレムリンのイワン大帝の鐘楼 Ivan the Great Belltowerの類似が指摘されている。ロシア革命後の1930年、ソビエト政府によって取り壊されたが、ソビエト連邦の崩壊後に再建された。

### スュユンビケ塔

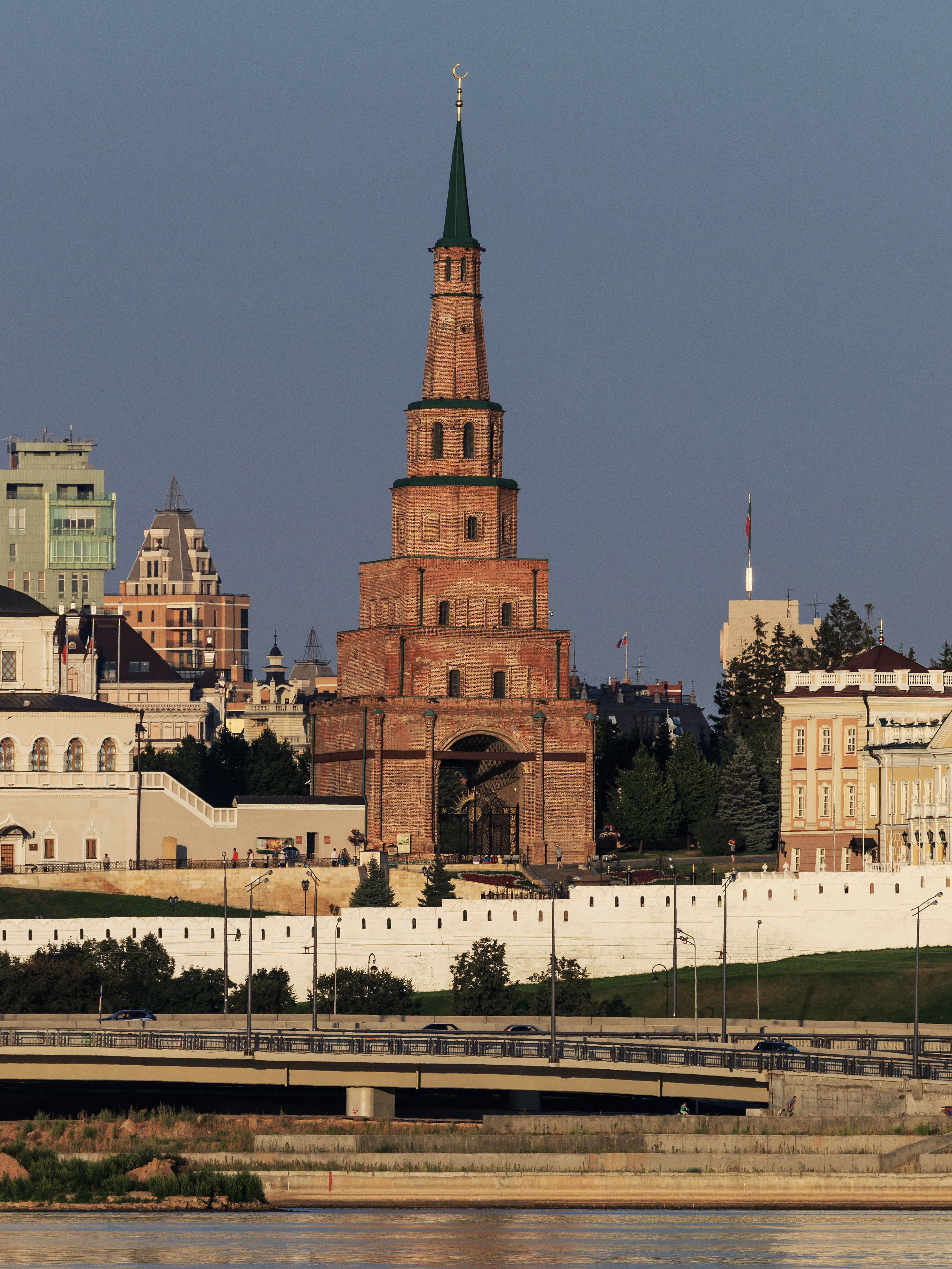
スュユンビケ塔

スュユンビケ塔は、カザン・クレムリンのランドマークともいえる斜塔である。6層58メートルの偉容を誇るこの塔については資料が少なく、謎の多い建築としても知られている。建設された年代は、ピョートル大帝の時代ともいわれるが、一方でイタリアのサン・ステファノ・カリバリやボローニャのマジョーレ広場の影響を指摘する意見もあり、良くわかっていないのが実情である。スュユンビケの名称は、1800年にカザンが占領された際にこの塔から身を投げて亡くなった最後のカザン・ハーン妃の名前に由来するという。後述するスパスカヤ塔と構造上、相違点が大きい。スュユンビケ塔はクレムリン南端にあって、最下部はクレムリンへの主な出入り口として用いられている。歩行者制限は無いが、車両に関しては特に許可のある車両以外の通行は制限されている。

### スパスカヤ（救世主）塔

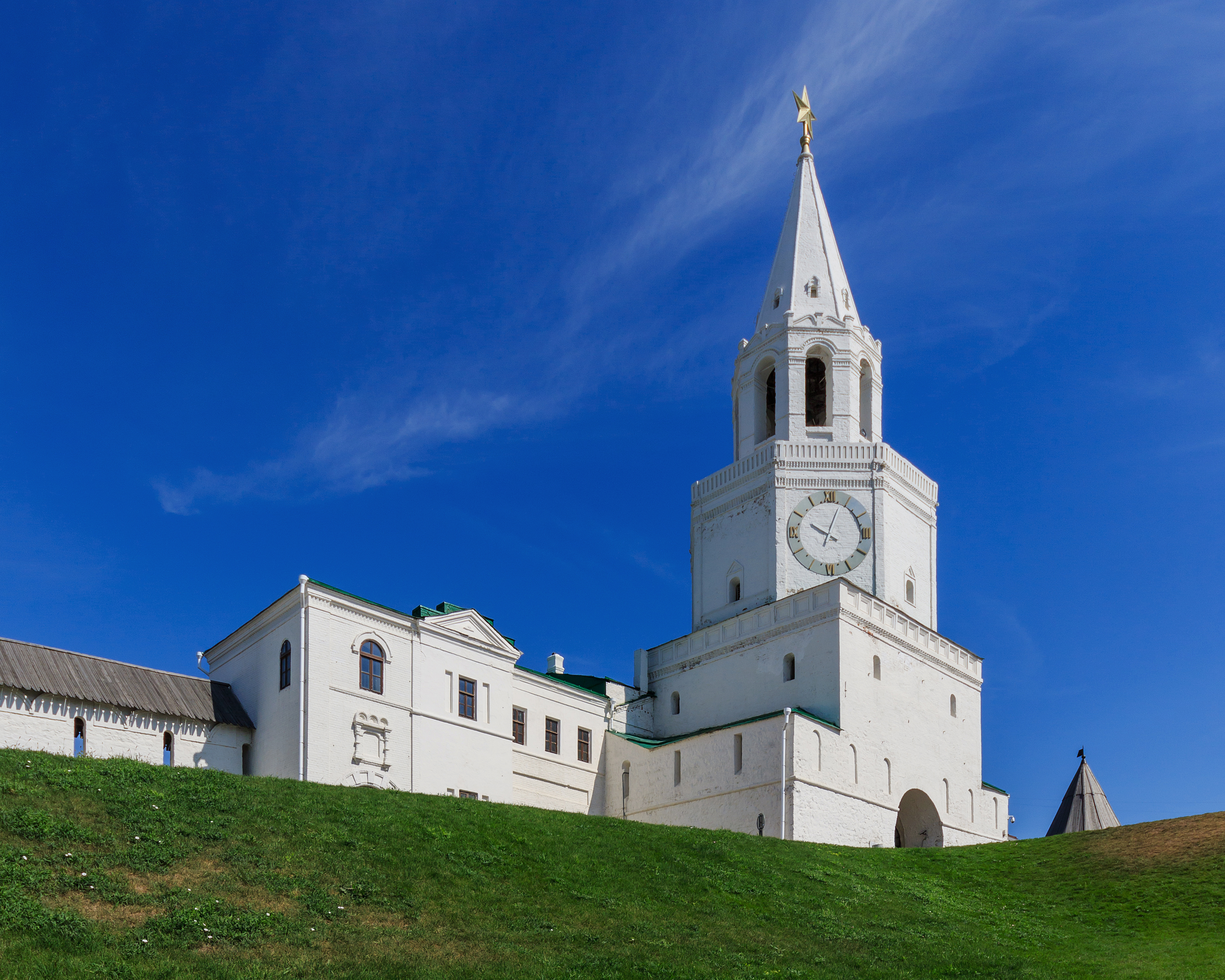
スパスカヤ塔

スパスカヤ塔（スパースカヤ塔、救世主塔）の名称は、近くにあったスパースキイ修道院に由来する。1560年代にあった4つのピースを持つ聖ニコライ教会と、1950年代にあった6つの張り出しを持つ救世主変容聖堂は、修道院の一部だった。これらの寺院建築は、ロシア革命後、スターリン時代に撤去された。
カザン・クレムリンは城壁と塔によって囲まれている。これらは16世紀から17世紀にかけて建造され、その後、修復がおこなわれている。城壁と塔は、雪のように白く美しい。
城塞内部には、クル＝シャーリフ・モスク（後述）が再建されて、白い城壁と一体化した美しい景観を形成している。イスラム建築とロシア正教会の教会建築が見事に融合し、調和の取れた景観を形作っている。

### クル＝シャーリフ・モスク
上述したように、カザン・クレムリンには元来、イスラム教を信仰していたカザン・ハン国によってクル＝シャーリフ・モスクが建てられていたが、イワン雷帝のカザン侵攻によって破壊された。そのモスクがヨーロッパ最大級のイスラム教建築として再建されたのが、2005年6月24日のことである。再建に当たっては、17世紀にモスクのあった敷地（士官学校の敷地になっていた）が選定された。

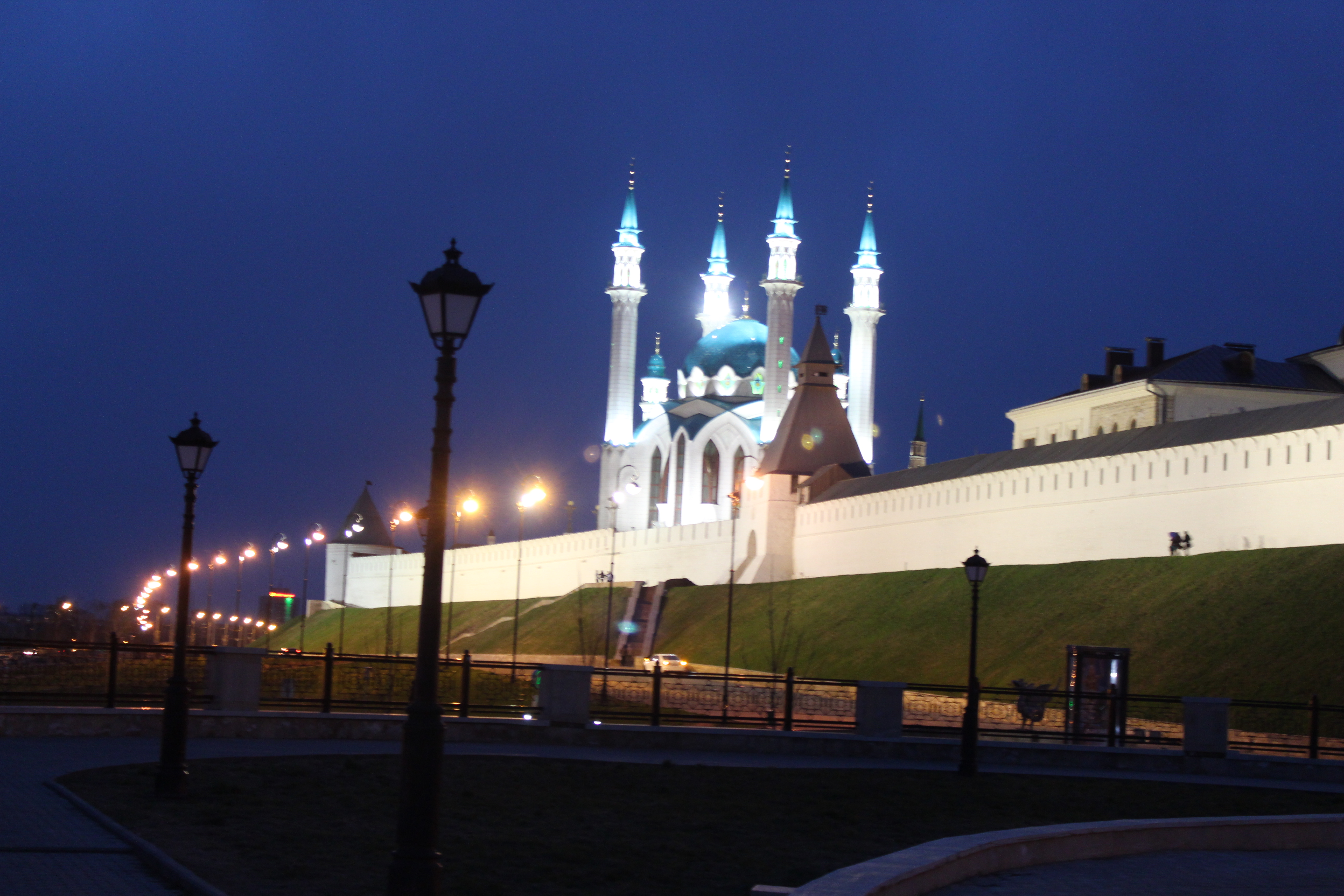
夜のクル＝シャーリフ・モスク。ミナレットが幻想的な美しさを醸し出している。

この4つのミナレットを備えたモスクが完成したことに対する祝賀会には、約40ヵ国から1万7000人もの人々が参集した。
この他、カザン・クレムリン内の重要な建築としては、コンスタンチン・トーン（トン Konstantin Thon）設計によるタタールスタン共和国大統領宮殿（大統領官邸、もとのカザン県知事宮殿）がある。大統領宮殿が建つ場所はかつてのカザン・ハーンの宮廷があったと推定される。大統領宮殿とスュユンビケ塔に挟まれる場所に宮殿教会がある。中世期にはモスクがあった。
カザン・クレムリンの北側の城壁には、もう一つ門が備えられた塔がある。この塔は、秘密の上水道を備えていたことからタイニツカヤ（秘密）塔の名が付けられている。タイニツカヤ塔も城門があり、クレムリンへ入ることができるが、車両の出入りは緊急時のみに制限されている。

## ソ連崩壊後から現在まで
現代のカザン・クレムリン、そしてカザンを語る上で、ソビエト連邦の崩壊とタタールスタン共和国大統領であるミンチメル・シャイミーエフの影響を除外する訳にはいかない。1990年8月、タタールスタン共和国の国家独立を宣言し、ロシア連邦政府と対等な国家関係を指向する政治路線を採った。この政治路線は時としてモスクワの連邦政府との間に緊張を孕むこともあったが、シャイミーエフの老練な政治手腕によって最悪の事態は避けられ、1994年2月には連邦政府との間に二国間条約を締結し独自路線を明確化することに成功した（その後、中央集権を指向するプーチン政権の誕生で、独自路線は修正を余儀なくされたが）。
こうしたタタールスタン独自路線の中で、1990年に大統領官邸となったカザン・クレムリンに対しては、発掘調査が行われ、ヴォルガ・ブルガールやカザン・ハン国の時代に忠実な修復作業が行われることとなった。
1995年、シャイミーエフはクル＝シャーリフ・モスクの再建を命令する大統領令を出す。同時に、ソ連時代に破壊された生神女福音大聖堂(ブラゴヴェシェンスキー大聖堂)も再建することで絶妙なバランス感覚を示した。両者は、タタールスタンの独自路線とロシアによる攻略によって失われた歴史を完全なものとするという意味において重要なモニュメントであった。2005年6月のクル＝シャーリフ・モスク再建祝賀会でシャイミーエフは、祝詞の中で「クル＝シャーリフ・モスクは、カザンとタタールスタンの新たな象徴であり、過去と未来を繋ぐ架け橋である」ことを強調した。7月21日には、生神女福音大聖堂(ブラゴヴェシェンスキー大聖堂)でロシア正教会総主教アレクシー2世とともに1万人の参加者を前にローマ教皇ヨハネ・パウロ2世から返還されたイコン「カザンの生神女（Theotokos of Kazan）」を収める式典に出席した。

## 世界遺産登録経緯
2000年ユネスコによって世界遺産に登録された。登録に当たっては、タタールスタン政府による建築の復興によるブルガール、タタール、ロシアの建築的、歴史的文化遺産としての側面と、イスラム教とロシア正教の平和的共存の面が積極的に評価された。

## 登録基準
この世界遺産は世界遺産登録基準のうち、以下の条件を満たし、登録された（以下の基準は世界遺産センター公表の登録基準からの翻訳、引用である）。
- (2) ある期間を通じてまたはある文化圏において、建築、技術、記念碑的芸術、都市計画、景観デザインの発展に関し、人類の価値の重要な交流を示すもの。
- (3) 現存するまたは消滅した文化的伝統または文明の、唯一のまたは少なくとも稀な証拠。
- (4) 人類の歴史上重要な時代を例証する建築様式、建築物群、技術の集積または景観の優れた例。

## 交通アクセス
2005年、カザン地下鉄（Kazan Metro）が開通し、クレムリン駅（クレムリヨースカヤ駅）によって、カザン・クレムリンへのアクセスが可能となっている。隣接地にセントラル・スタジアムがある。